# مارفن سيبالوس
مارفن سيبالوس (بالإسبانية: Marvin Ceballos)‏ هو لاعب كرة قدم غواتيمالي، ولد في 22 أبريل 1992 في غواتيمالا في غواتيمالا. شارك مع منتخب غواتيمالا لكرة القدم. أما مع النوادي، فقد لعب مع إندي إليفن ونادي شمال كارولاينا ونادي كوميونيكيشنس.

## وصلات خارجية
- مارفن سيبالوس على موقع الاتحاد الدولي (مؤرشف)  (الإنجليزية)
- مارفن سيبالوس على موقع قاعدة بيانات كرة القدم.إي يو (الإنجليزية)
- مارفن سيبالوس على موقع ناشيونال فوتبول تيمز (الإنجليزية)
- مارفن سيبالوس على موقع Soccerway.com (الإنجليزية)
- مارفن سيبالوس على موقع عالم كرة القدم.نت (الإنجليزية)